# Paul Vermeiren
Paul Vermeiren (Herentals, 27 de agosto de 1963) es un deportista belga que compitió en tiro con arco, en la modalidad de arco recurvo.
Ganó una medalla de bronce en el Campeonato Europeo de Tiro con Arco en Sala de 1989, en la prueba de equipo. Participó en tres Juegos Olímpicos de Verano, entre los años 1988 y 1996, ocupando el cuarto lugar en Atlanta 1996, en la prueba individual.

## Palmarés internacional
| Campeonato Europeo en Sala | Campeonato Europeo en Sala | Campeonato Europeo en Sala | Campeonato Europeo en Sala |
| Año                        | Lugar                      | Medalla                    | Prueba                     |
| -------------------------- | -------------------------- | -------------------------- | -------------------------- |
| 1989                       | Atenas (Grecia)            | Medalla de bronce          | Equipo                     |